# تاکه‌شی آئونو
تاکه‌شی آئونو (انگلیسی: Takeshi Aono; ۱۹ ژوئن ۱۹۳۶ – ۹ آوریل ۲۰۱۲) صداپیشه و بازیگر اهل ژاپن بود. وی بین سال‌های ۱۹۵۴ تا ۲۰۱۰ میلادی فعالیت می‌کرد.
از فیلم‌ها یا برنامه‌های تلویزیونی که وی در آن نقش داشته‌است می‌توان به مشت ستاره شمالی اشاره کرد.